# Zodiákus (film)
A Zodiákus (Zodiac) a Paramount Pictures és a Warner Bros. közös produkciójában készült 2007-es amerikai film David Fincher rendezésében, Robert Graysmith két, a Zodiákus gyilkos történetét feldolgozó könyve alapján. A főszerepben Jake Gyllenhaal, Mark Ruffalo és Robert Downey Jr. látható.
A „Zodiákus gyilkosként” ismert sorozatgyilkos az 1960-as évek végén tartotta rettegésben a Észak-Kaliforniát. Számos áldozatot hagyott maga után, miközben a rendőrséggel macska-egér játékot játszva rejtjeles üzeneteket és leveleket küldött a San Francisco Chronicle-nek és más újságoknak; személyazonosságára nem derült fény, sosem kapták el. A film a hidegvérű gyilkosságok történetét meséli el és azokét az emberekét, akiknek élete és karrierje végzetesen összefonódott a gyilkos utáni hajtóvadászattal.
Fincher, James Vanderbilt forgatókönyvíró és Brad Fischer producer 18 hónapot fordított saját kutatómunkára a Zodiákus-gyilkosságokkal kapcsolatban. A forgatás alatt Fincher Thomson Viper Filmstream kamerát használt a felvételekhez. Ez volt az első alkalom, hogy ilyen típusú eszközt alkalmaztak egy hollywoodi mozifilm teljes felvételére.
A filmről szóló kritikák kiemelkedően kedvezőnek bizonyultak, azonban az észak-amerikai mozipénztáraknál nem teljesített jól.

## Szereplők
| Szereplő                    | Színész            | Magyar hang     |
| --------------------------- | ------------------ | --------------- |
| Robert Graysmith            | Jake Gyllenhaal    | Csőre Gábor     |
| David Toschi felügyelő      | Mark Ruffalo       | Rajkai Zoltán   |
| Paul Avery                  | Robert Downey Jr.  | Fekete Ernő     |
| William Armstrong felügyelő | Anthony Edwards    | Józsa Imre      |
| Melvin Belli                | Brian Cox          | Hollósi Frigyes |
| Arthur Leigh Allen          | John Carroll Lynch | Bezerédi Zoltán |
| Melanie                     | Chloë Sevigny      | Hámori Eszter   |
| Jack Mulanax őrmester       | Elias Koteas       | Forgács Péter   |
| Marty Lee kapitány          | Dermot Mulroney    | Mihályi Győző   |
| Ken Narlow                  | Donal Logue        | Besenczi Árpád  |
| Sherwood Morrill            | Philip Baker Hall  | Breyer László   |
| Templeton Peck              | John Getz          | Végvári Tamás   |
| Charles Theiriot            | John Terry         | Kárpáti Tibor   |
| Duffy Jennings              | Adam Goldberg      |                 |
| Linda Ferrin                | Clea DuVall        |                 |

## Történet
|  | Alább a cselekmény részletei következnek! |

A film 1969. július 4-én veszi kezdetét, amikor a Zodiákus gyilkos második merényletét követi el, lelőve a fiatal szerelmespárt, Darlene Ferrint és Mike Mageau-t Vallejóban. Mike túléli a támadást, míg Darlene belehal sérüléseibe.
A Zodiákus egyik levele 1969. augusztus elsején érkezett be a San Francisco Chronicle-ba. Paul Avery az első számú bűnügyi riporter, aki a Zodiákus-gyilkosságokkal foglalkozik az újságnál. Robert Graysmith politikai karikaturista ugyanennél a lapnál, s felkeltik érdeklődését a gyilkos által több szerkesztőségbe és a rendőrségnek egyaránt elküldött rejtjeles üzenetek. Dave Toschi, az egyik San Franciscó-i rendőrdetektív kapja az ügyet, társával, Bill Armstronggal.
A gyilkosságokat követően Avery és Graysmith válik a középponttá, amint egyre jobban elmélyülnek az esetben, majd Toschi és Armstrong kerül sorra, akiket a Zodiákus által meggyilkolt taxisofőrhöz szólít munkájuk. Ahogy múlnak az évek, a nyomok egyre inkább kihűlnek, s minden ágon zsákutcába vezetnek. A rendőrség más ügyek felé fordul, s ekkor Graysmith megkezdi saját, mélyre ható nyomozását. Egyre elhatalmasodó megszállottsága következményeképp elveszíti állását, felesége elhagyja, s magával viszi a gyerekeket is.
Az újság és a rendőrség végül leszűkíti a lehetséges elkövetők körét egyetlen gyanúsítottra, Arthur Leigh Allenre, akit a film is elfogad, mint az igazi Zodiákust. Számtalan közvetett bizonyítékkal támasztja ezt alá, ugyanakkor a kételkedésre is lehetőséget ad nem egyező ujjlenyomat, kézírás és DNS révén, amik a jog értelmében kizárják Allent.
|  | Itt a vége a cselekmény részletezésének! |

## Háttér
James Vanderbilt 1986-ban, középiskolás korában olvasta Robert Graysmith Zodiákus-könyvét. Évekkel később forgatókönyvíróvá vált, találkozott Graysmithszel, s magába szippantotta „a Zodiákus-téma, hasonlóan ahhoz, ahogy egykor Graysmith-t és sok más embert. Megpróbáltam forgatókönyvbe önteni mindezt.” Vanderbiltnek rossz tapasztalatai voltak korábbi szkriptjei befejezéseivel, mivel megváltoztatták azokat, így nagyobb mértékben akart saját kezet kapni az anyagban. Mike Medavayt és Bradley J. Fischert kereste fel a Phoenix Picturesnél Zodiákus-adaptációjával, s a megszületett megegyezésnek köszönhetően megszerezte a kívánt mértéket a kreatív irányításban. Graysmith elsőként Paul Schrader A szexfüggő című, Graysmith 1991-es, Bob Crane színész életéről szóló könyve filmváltozatának premierjén találkozott Fischerrel és Vanderbilttel. Megállapodás született, így a Zodiac és a Zodiac Unmasked könyvek jogai hozzájuk kerültek, miután közel egy évtizedig a Disneynél hevertek. David Fincher volt az első számú választás a rendező személyére, a Hetedikben végzett munkája alapján. Eredetileg Fincher James Ellroy A Fekete Dália című regényének adaptálását tervezgette egy ötórás, 80 millió dolláros költségvetésű minisorozat formájában, mozisztárokkal. Mikor a stúdió ezt nem fogadta el, a rendező elhagyta a projektet és a Zodiákus-t választotta. 2003 vége felé kapta kézhez Vanderbilt 158 oldalas forgatókönyvét.
Finchert azért vonzotta a történet, mert gyermekkora nagy részét Marin megyében, San Anselmóban töltötte az első Zodiákus-gyilkosságok idején. „Emlékszem, elmeséltem otthon, hogy a rendőrök követik az iskolabuszokat immáron több hete. Édesapám akkoriban otthon dolgozott, s meglehetősen nyers volt és nem-igen volt érzéke az érzékenységet igénylő dolgok közléséhez, lassan megfordult a székében és azt felelte: ‘Ja igen. Van egy sorozatgyilkos, aki megölt négy vagy öt embert, Zodiákusnak hívja magát és azzal fenyegetőzik, hogy fog egy nagy erejű puskát és kilövi egy iskolabusz gumijait, aztán lelövi a buszról leszálló gyerekeket.’” Finchernek kisfiúként a gyilkos „volt a legnagyobb mumus.” A rendező szintén izgalmasnak találta Vanderbilt forgatókönyvének megoldatlan befejezését. „Tetszett az ötlet, hogy nincs rendes befejezés, de ugyanakkor kielégítőnek is találtam, mert valós, igazinak ható. Akadnak dolgok, amik nem végződnek a megszokott módon.”
Fincher előtt világossá vált, hogy „az ügy köré az évek során mítoszok épültek, s a mi feladatunkká vált, hogy mindezeket eloszlassuk. Hogy meghúzzuk a tisztán látható vonalat tény és fikció között.” Fincher közölte Vanderbilttel, hogy a forgatókönyv újraírását szeretné további kutatások elvégzésével az eredeti rendőrségi jelentésekből. Eddig a pontig Fincher, Fischer és Vanderbilt hónapokat töltött szemtanúk, gyanúsítottak családtagjai, nyugalmazott és jelenlegi nyomozókkal, a két túlélővel, illetve San Francisco és Vallejo polgármesterének meginterjúvolásával. Fincher elmondta, „Miután megcsináltuk saját interjúinkat, még akkor is kellett beszélnünk két emberrel . Egyikük megerősítene néhány aspektust, másikuk pedig cáfolná őket. Továbbá, oly sok idő telt el, az emlékekre különböző dolgok behatással lehettek és a történetek másféle elmesélése változtathatna a képen. Úgyhogy akármikor kétségek merültek fel, a rendőrségi jelentésekhez fordultunk.” Kutatásuk alatt Funcher és Fischer felkérték Gerard McMenamin nemzetközileg elismert törvényszéki nyelvszakértőt és a Kalifornia Állami Egyetem nyelvészprofesszorát, hogy elemezze a Zodiákus leveleit. Ellentétben az 1970-es évek dokumentumvizsgálataival, McMenamin a nyelvezetre és a Zodiákus mondatformálására, szószerkezeteire és betűzésére fókuszált. Fincher egy interjúban elmondta, „Óriási mennyiségű szóbeszéd kering mindegyik ügyben, és én néhány ember szemébe akartam nézni, hogy lássam, hiszek-e nekik. Hihetetlenül nehéz dolog volt egy olyan filmet megcsinálni, ami posztumusz ítél el valakit.”
Fincher és Fischer megkereste a Sony Pictures Entertainmentet a film finanszírozásával kapcsolatban, de a tárgyalások kútba estek, mivel a stúdió a játékidőt két óra harmincöt percben akarta rögzíteni. Ezután más stúdiókkal vették fel a kapcsolatot, így a Warner Bros. és a Paramount Pictures megegyezett a költségek megosztásán, s emellett sokkal rugalmasabbnak bizonyultak a film hosszát illetően. Nehéz volt a filmmel házalni, mivel „nincsenek benne autós üldözések. Az emberek sokat beszélnek benne. Egy rajzolóról szól és egy gyilkosról, akit sosem kapnak el. Úgyhogy igen, a stúdió ideges,” nyilatkozta Fincher egy interjúban.
Mikor Dave Toschi találkozott Fincherrel, Fischerrel és Vanderbilttel, a rendező közölte vele, hogy nem egy újabb Piszkos Harryt kíván forgatni. Toschit lenyűgözte a készítők ismerete az üggyel kapcsolatban, s ráébredt, hogy sokat tanult tőlük. Mike Mageau és Bryan Hartnell, a Zodiákus támadásainak két túlélője konzultánsként működtek közre a filmben.
Alan J. Pakula 1976-os filmje, Az elnök emberei lebegett Fincher szemei előtt a Zodiákus készítésekor, mivel úgy érezte, ez a film „határozottan emelkedett gondolkodású újságírást” mutat be. „Azonban az egy riporter története, aki mindenáron a sztorit akarja és egy újonc nyomozóriporteré. Az egész az igazság utáni megszállottságáról szólt.” És ahogyan azon film esetében is, a rendezőt nem foglalkoztatta, hogy időt fordítson bármely szereplő háttértörténetének elmesélésére. „Csak azt akartam tudni, amit az üggyel kapcsolatban tettek.”
Vanderbiltnek tetszett az elképzelés, hogy Graysmith egy karikaturistából az ügy egyik legjelentősebb nyomozója lesz. Ahhoz hasonlította, hogy „mi lenne, ha Garry Trudeau egy reggel úgy ébredne, hogy megpróbálja megoldani a Son of Sam-ügyet.” Mialatt a forgatókönyvön dolgozott, Vanderbilt összebarátkozott Graysmithszel és gyakran konzultált vele.
A filmkészítők megnyerték az együttműködéshez a vallejói rendőrséget (az akkori nyomozás egyik főszereplőjét), mert remélték, a film inspirál ott valakit, aki előállna egy jelentékeny információval, ami talán segíti az ügy megoldását.

### Szereplőválogatás
Mind Jake Gyllenhaalt és Mark Ruffalót vonzotta a projekt a forgatókönyv és karaktereik megjelenítése iránti lelkesedésükből kifolyólag. A filmmel kapcsolatos kutatások alatt Fincher fejében Gyllenhaal járt Graysmith szerepére. A rendező elmondása szerint „Nagyon tetszett a Donnie Darkóban és úgy véltem, 'Ő egy érdekes kétoldalú érme. Tud naiv is lenni, de képes a megszállottságra is.'”. A szerepre való felkészülés keretében Gyllenhaal találkozott Graysmithszel és videóra vette, hogy tanulmányozza mozdulatait és viselkedését. Eleinte Ruffalót nem érdekelte a feladat, azonban Fincher őt akarta Toschi szerepére. Találkozott a színésszel és elmondta neki, hogy újraíratja a forgatókönyvet. „Tetszett, amit mondott és tetszett az új irány,” emlékezik vissza a színész. Kutatásképpen elolvasta az ügy összes létező jelentését és a témát érintő könyveket. Ruffalo személyesen is megismerte Toschit, aki „tökéletesen képes volt felidézni a részleteket, s hogy mi hogyan és mikor történt, ki volt ott, mi volt rajta. Mindig tudta, ő mit viselt. Azt hiszem, ez beleégett személyiségébe és sokat számított neki.”
Mikor William Armstrong szerepére került a sor, Fincher azért gondolt Anthony Edwardsra, mert „tudtam, hogy a lehető legtisztességesebb emberre van szükségem, mert ő képezi a film egyensúlyát. Furcsa módon a film nem létezhetne Bill Armstrong nélkül: Mindent, amit a Zodiákus-ügyről tudunk, az ő jegyzeteinek köszönhetünk. Így hát a színész kiválasztásánál olyasvalakit kerestem, aki teljesen megbízható.”
Eredetileg Gary Oldman játszotta volna Melvin Bellit, a neves ügyvédet, aki a televízióban beszélt a Zodiákussal, azonban „testalkatát illetően nem működött volna,” emlékszik vissza Graysmith. Brian Cox kapta meg végül a szerepet helyette.

### Filmzene
Kezdetben Fincher 40 tételesnek képzelte el a film régivágású zenéjét, ami felöleli a Zodiákus történetének közel három évtizedét. A rendező George Drakoulias zenei vezetővel a korszakot legjobban idéző popdalok keresésébe vetette magát, így találtak rá például a Three Dog Nighs „Easy to Be Hard” coverjére, mert „ez annyira beitta magát az elmémbe mint Észak-Kalifornia nyarának hangja '69-ben.” Eleinte nem gondolt eredeti filmzenére, „azt szerette volna, hogy a kor hangzásának, patinás dalainak gyűjteménye legyen, KFRC és a Mathews Top of the Hill Daly City hangklipjeivel és éteri momentumaival”, idézi fel Ren Klyce, a film hangtervezője és Fincher régi munkatársa. A rendező tájékoztatta a stúdiót, hogy nincs szüksége zeneszerzőre, helyette különböző dalokat venne meg. Beleegyeztek, „de ahogy a film fejlődött, úgy éreztem, hiányos néhány jelenet, ahová jól jönne némi zene”, mondja Klyce. Úgyhogy beillesztett zenét egyik kedvenc albumáról, David Shire a Magánbeszélgetéshez és Az elnök embereihez írt zenéjéből. Fincher örült, hogy Shire-rel dolgozhat, mivel Az elnök emberei kedvencei közé tartozott és egyben a Zodiákus egyik mozgóképes ihletője.
Klyce megkereste Walter Murch-t, a Magánbeszélgetés hangvágóját, aki kapcsolatba lépett Shire-rel. Fincher elküldte a zeneszerzőnek a forgatókönyv egy másolatát és rábírta egy találkozóra és vetítésre Los Angelesben. Először Fincher csupán 15-20 percnyi zenét akart, kizárólag zongoraalapra, de ahogy Shire dolgozott rajta és beleültetett textúrákat Charles Ives „The Unanswered Questions” című darabjából, illetve keveset a Magánbeszélgetésből, arra eszmélt, hogy már 37 perc eredeti zenét alkotott. A Shire által összegyűjtött zenekar a San Francisco-i Opera és Balett zenészeiből állt. A komponista elmondta, „A Zodiákusnak 12 felbukkanása van és használhatunk atonális és tonális zenét is. Így hát alkalmaztunk 12 hangot, egyszer sem ismételve, csak kicsit változtatva rajtuk. Külön hangszert kaptak a szereplők: „a trombita volt Toschi, a zongora Graysmith és a disszonanciális húrok a sorozatgyilkos, a Zodiákus.”

### Vágás
A Zodiákus egy korai változata három óra és nyolc perc volt. A bemutatót úgy tervezték, hogy bekerülhessenek a 2007-es Oscar-díj jelöltjei közé, azonban a Paramount úgy érezte, a film túl hosszú, s arra kérték Finchert, változtasson rajta. A szerződésben foglaltak szerint övé volt a végső vágás joga, és ha egyszer úgy érezte, a hossz megfelelő, a rendező visszautasíthat minden további vágást, „de ugyanakkor ígéretet tettünk embereknek, akiknek a történetét meséljük, hogy nem lesz belőlük cselekményeszköz.” Hogy lerövidítse a filmet két óra negyven percre, Fincher kénytelen volt kivágni egy kétperces montázst „slágerekből, amik a Joni Mitchell és Donna Summer között eltelt időt jelzik.” Ehelyett egy „4 évvel később” felirat került a filmbe. Egy másik kivágott jelenetben, ami a teszközönségnek nem tetszett, „három fickó beszélget kihangosított telefonba", hogy házkutatási engedélyt szerezzenek, azaz Toschi és Armstrong egy kerületi ügyésszel (Dermot Mulroney) beszél az ügy gyanúsítottjáról, Arthur Leigh Allenről. Fincher azt mondta, „Valószínűleg ezt vissza fogom tenni [a DVD-n], csak mert tetszik az elképzelés a rendőrségi munkáról, mint három férfi egy szobában való beszélgetése a kihangosítón.”

### Vizuális effektek
A Digital Domain alkotta meg a film több mint 200 effektfelvételének zömét, köztük a vérfürdőket és véres ujjlenyomatokat a bűntények helyszínein. A Napa megyei Berryessa tónál meggyilkolt nő vérének átszivárgása a ruháján és a vérfoltok szintén vizuális effektusok, melyek az utómunkálatok során kerültek a jelenetbe. Eric Barba, a vizuális effekt-csapat vezetője elmondta, „David nem akarta a bevett módszerrel megalkotni a vért, mert több felvételt tervezett a jelenetről. Nem akarta újra és újra beállítani és megtisztítani a helyszínt, így minden gyilkosságjelenetben CGI-vér látható.” Szintén ilyen technikát alkalmaztak San Francisco szomszédsága, a Washington és a Cherry sarok felidézésére, ahol Paul Stine taxisofőrt ölték meg. A környék jelentősen megváltozott az évek során, ezért Fincher kék háttér előtt vette fel a hatperces jelenetet. Donald Burt produkciós dizájner részletes rajzokat bocsátott a vizuális effekt-csapat rendelkezésére a kereszteződés 1969-es állapotáról, illetve nagyfelbontású digitális fényképezőgéppel készített fényképeket a területről minden lehetséges szemszögből, s ezek segítségével az effektesek megalkották a házak számítógépalapú geometriai modelljeit és korabeli homlokzatokkal vértezték fel őket. Ezt követően 3D-s rendőrségi motorkerékpárokat, rendőrautókat, tűzoltóautókat és utcai lámpákat adtak hozzá a helyszínhez.

## Fogadtatás
A Zodiákus 2007. március 2-án indult Észak-Amerika 2362 mozijában, ahonnan 13,3 millió dollárt keresett nyitóhétvégéjén a lista második helyén befutva. A filmet a Faterok motoron könnyedén előzte meg, s második hetében 50%-ot vesztett bevételéből, majd a továbbiakban folyamatosan hasonlóan zuhant. 2007 májusának elején került le a műsorról, amikor is bevétele 33,1 millió dolláron állt. A világ többi részéről további 51 milliót tudhat magáénak, így összebevétele meghaladja a 84 millió dollárt. A Sight & Soundnak adott interjújában Fincher elismerte a film amerikai kudarcát: „Még ha a box office olyan is, amilyen, hiszem, hogy megvan a közönsége a filmnek. Mindenkinek más elképzelése van a marketingről, de az én filozófiám az, hogy ha egy filmet 16 éves fiúknak reklámozol és nem egy Fűrészt vagy Hetediket tálalsz nekik, ők jönnek ki legnagyobb hanggal a vetítésről azok közül, akik azt mondják, 'Ez a film szar.' És búcsút mondhatsz a közönségnek, akiknek tetszene, mert a reklámra néznek és azt mondják, 'Nem érdekel az ilyen mészárlós film.'”

## DVD
A Zodiákus DVD-megjelenése 2007. július 24-én volt az 1-es régióban, köztük az Egyesült Államokban.
A film elérhetővé vált szélesvásznú és teljesképernyős változatban egyaránt, előbbi anamorfikus képpel, illetve mindkettő Dolby Digital 5.1 Surrond hanggal ellátva. A DVDActive előzetes értesülésének megfelelően a DVD-n nem kapott helyet extra tartalom, azonban Jake Gyllenhaal akkortájt egy interjúban elmondta, hogy a közelmúltban audiokommentárt rögzített a filmhez. Ez a 2008. január 8-án boltokba került, 2 lemezes extra változaton hallható, ahogy számos más bónuszanyag is megtalálható a kiadványon.